# Publius Ostorius Scapula
Publius Ostorius Scapula (mort en 52) est un général romain.
Consul suffect en 46, il est nommé par Claude propréteur de la province de Bretagne en 47 pour succéder à Aulus Plautius. Il vainc la résistance du chef breton Caratacos, ce qui lui vaut les ornements triomphaux. Rappelé par des troubles à la frontière du pays de Galles, il meurt subitement dans la Vallée de Glamorgan.
Il laisse un fils, Publius Ostorius Scapula, qui combat en Bretagne au côté de son père, et que Néron condamne à se suicider en 64